# Dirty Second Hands
«We Are One Tonight» es el primer  sencillo de la banda estadounidense de rock alternativo Switchfoot en su sexto álbum Oh! Gravity.. Esta fue la primera canción lanzado del álbum, disponible para su compra en línea como una sola. A pesar de esto, la canción nunca fue lanzada a la radio.
Cuando la banda por primera vez la canción para el streaming en el su sitio web, que contenía varias diferencias con la versión del álbum. El primer verso fue respaldada por una sección de la guitarra eléctrica, que en la versión del álbum no aparece hasta el segundo verso. El coro también no tuvo la breve deserción guitarra eléctrica entre líneas vocales. A diferencia de la versión del álbum, esta versión fue significativamente más corto, ya que no contenía la parte vocal del puente. Pocos días después de esta versión de la canción fue reemplazado por la versión final del álbum.
"Dirty Second Hands" fue producida y grabada en Bigfish estudio de John Fields. De acuerdo con la sugerencia del productor ejecutivo Steve Lillywhite, se utilizó la mezcla en bruto más temprana del día la canción fue localizado en el álbum.